# Teo (cântăreț bielorus)
Iuri Vașciuk (în bielorusă Юрий Ващук), cunoscut sub numele de scenă Teo, este un cântăreț bielorus. El a reprezentat Belarusul la Concursul Muzical Eurovision 2014 cu piesa "Cheesecake". Acesta a mai încercat să reprezinte țara și în 2009 în duet cu Anna Blagova.